# Myoglobin

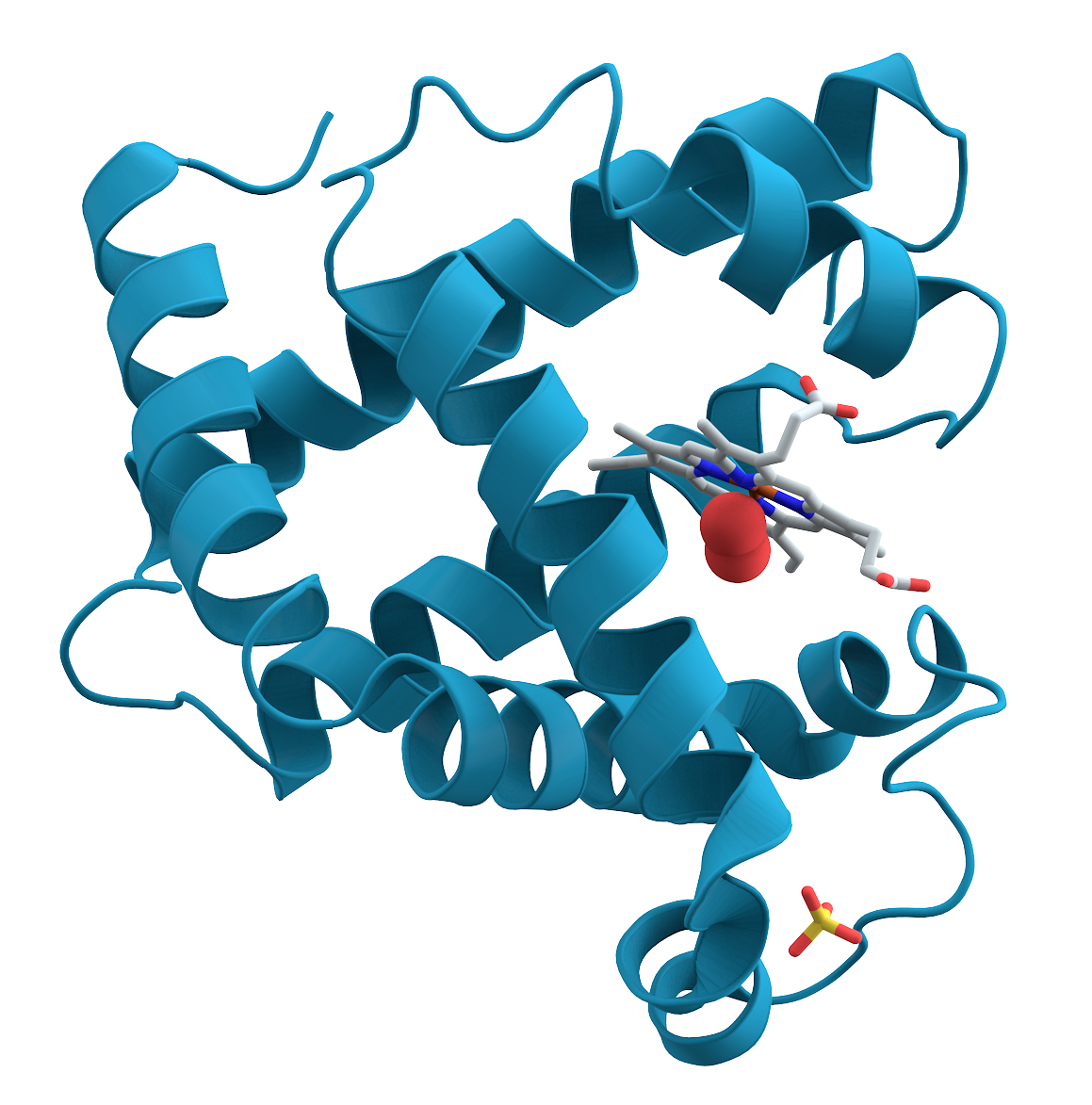
Myoglobin – 3D

Myoglobin je monomerický protein obsahující jeden globin a navázanou hemovou skupinu. Vyskytuje se v některých svalech, kde plní v podstatě funkci hemoglobinu, totiž přenáší kyslík. Skládá se z 153 aminokyselin. Myoglobin v lidském těle vzniká v srdeční svalovině a v některých velmi výkonných kosterních svalech. Na druhou stranu bylo zjištěno, že myši s vyřazenými geny pro myoglobin nemají problémy s přežitím a mají stejnou fyzickou kondici, jako jejich protějšky s funkčním myoglobinem.

## Evoluce
Vznik myoglobinu se vysvětluje duplikací genu před 600–800 miliony lety, přičemž z jednoho genu vznikl myoglobin a z druhého vznikl alfa-globinový řetězec hemoglobinu. Zajímavostí je, že gen pro myoglobin obsahuje velké množství intronů, tedy nekódujících sekvencí genu, jež jsou následně po transkripci vystřiženy.